# Konstrukční ocel

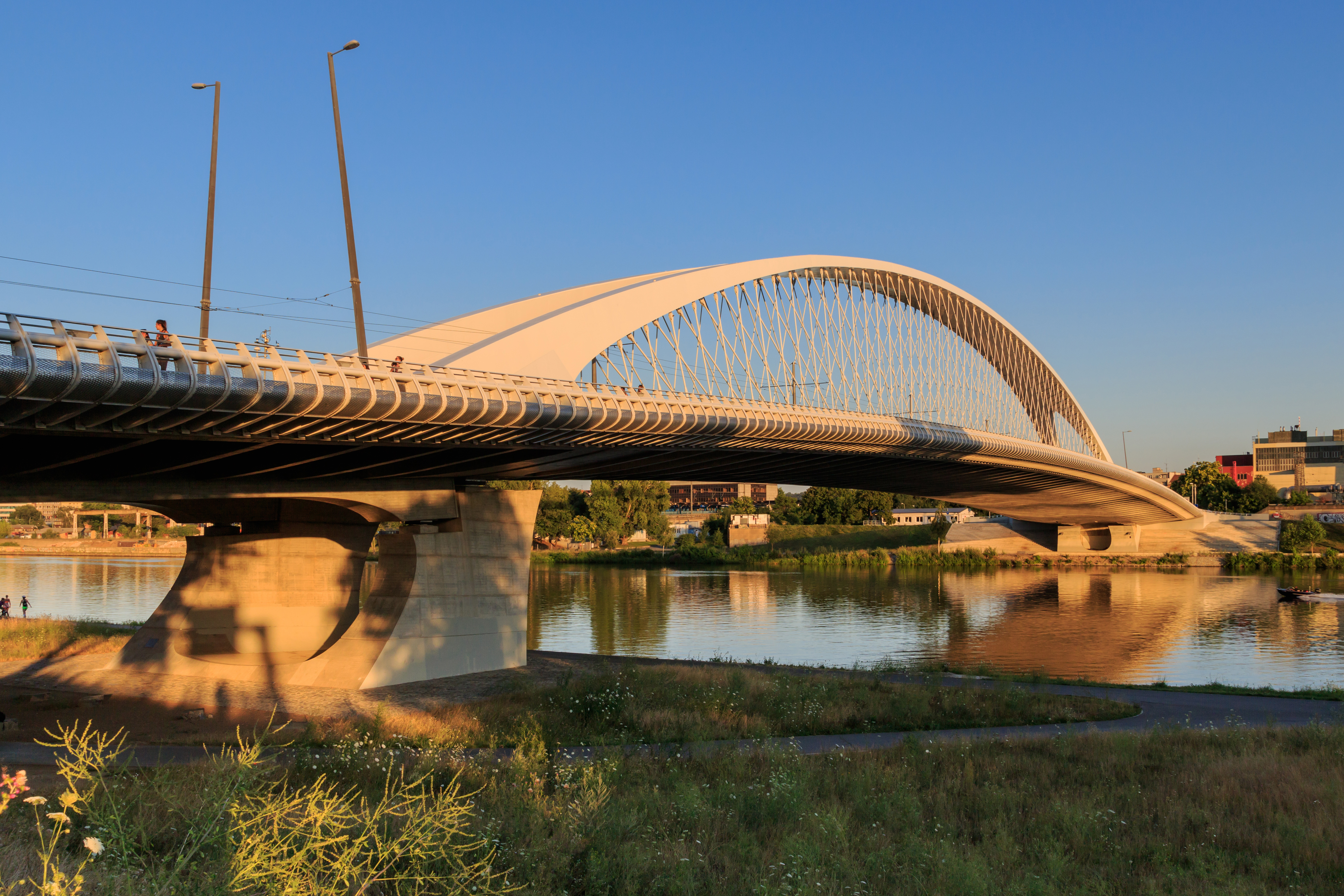
Příkladem užití konstrukční oceli může být Trojský most v Praze

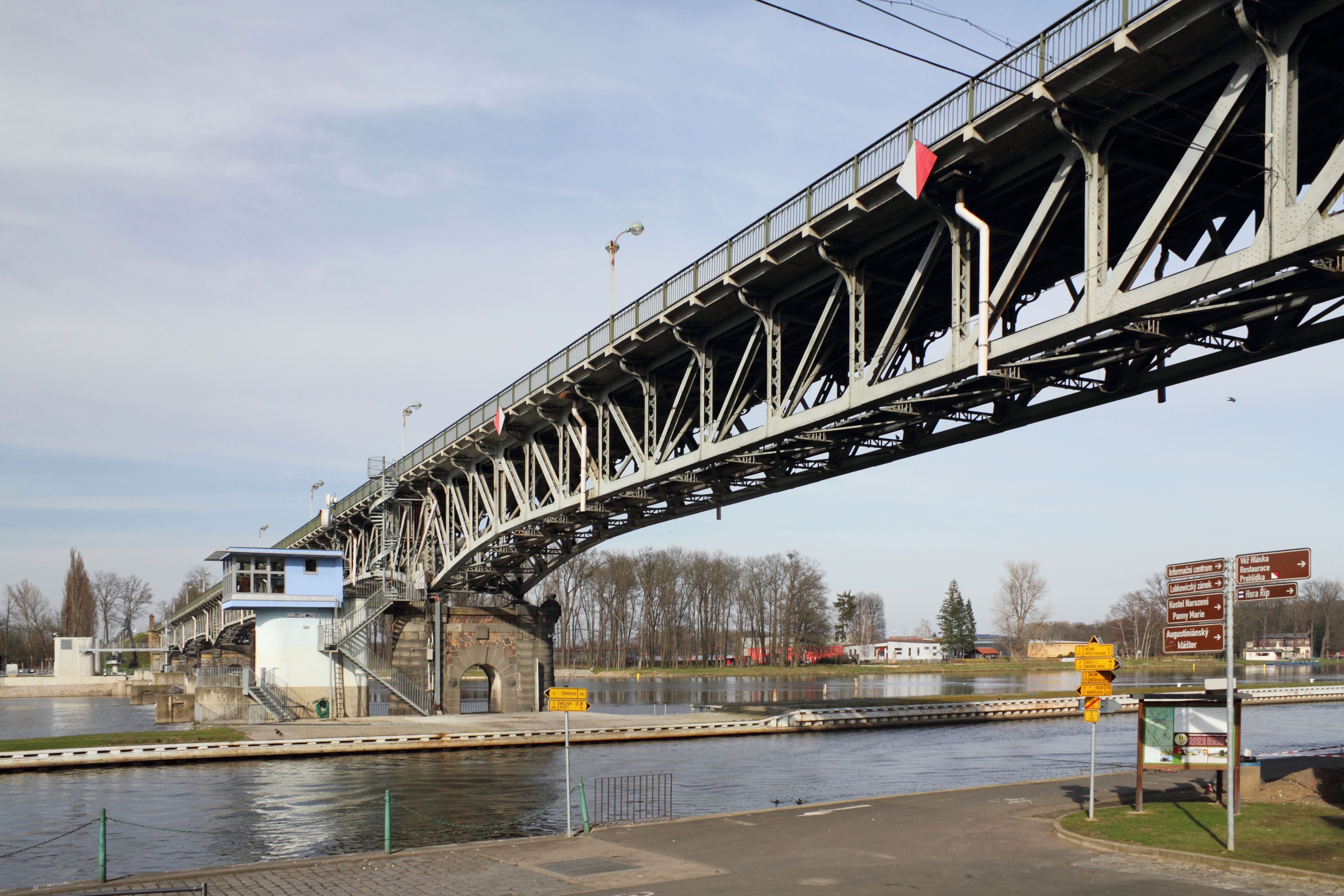
Příhradový most v Roudnici nad Labem

Konstrukční ocel je ocel, která je použitá ve výstavbě. Může mít rozličné materiálové vlastnosti a nabývat rozličných tvarů. Typicky se zpracovává jako tyče, profily trubky a plechy, mezi konstrukční ocel se neřadí betonářská výztuž ani ocelová lana. Pro spojování ocelových prvků se dříve používaly nýty, později šroubové spoje a nejnověji se používají svařované spoje. Konstrukční ocel je často užívaná pro sestavení příhradové konstrukce. Ocelobetonové konstrukce rovněž využívají konstrukční oceli.
Konstrukční ocel najde uplatnění u stavby mostů, inženýrských konstrukcí (stožárů, vysílačů, sil…), administrativních či obchodních budov a skladů.

## Historie
Slitiny železa byly lidstvu známy od starověku, nicméně první moderní železné konstrukce začaly vznikat v 2. polovině 18. století v Anglii. V roce 1781 byl postaven Iron Bridge („Železný most“) z litiny. Litina se však na stavbu nosných konstrukcí nehodila, opravdový rozmach ocelových konstrukcí započal v 19. století poté, co byl v roce 1784 objeven Henrym Cortem postup výroby svářkové oceli. Ta dominovala první polovinu 19. století, později byla vytlačena plávkovou ocelí, která se ve své podstatě od počátku 20. století výhradně používá.

## Vlastnosti konstrukčních ocelí
Vlastnosti konstrukčních ocelí se nikterak významně neliší od vlastností ostatních ocelí. Hustota oceli je 7850 kg/m³. Bod tavení oceli je přibližně 1539 °C. Konstrukční oceli bývají méně legované než strojařské či nástrojové oceli.

### Fyzikální vlastnosti oceli
Závisí na hm.% C, níže uvedené hodnoty jsou pouze orientační.
- modul pružnosti – E = 210 000 MPa
- modul pružnosti ve smyku – G = 81 000 MPa
- Poissonovo číslo – v = 0,3
- Teplotní délková roztažnost oceli – α = 12 · 10−6 K−1 (důležité, že je hodnota shodná s hodnotou teplotní roztažnosti betonu)

## Profily konstrukčních ocelí

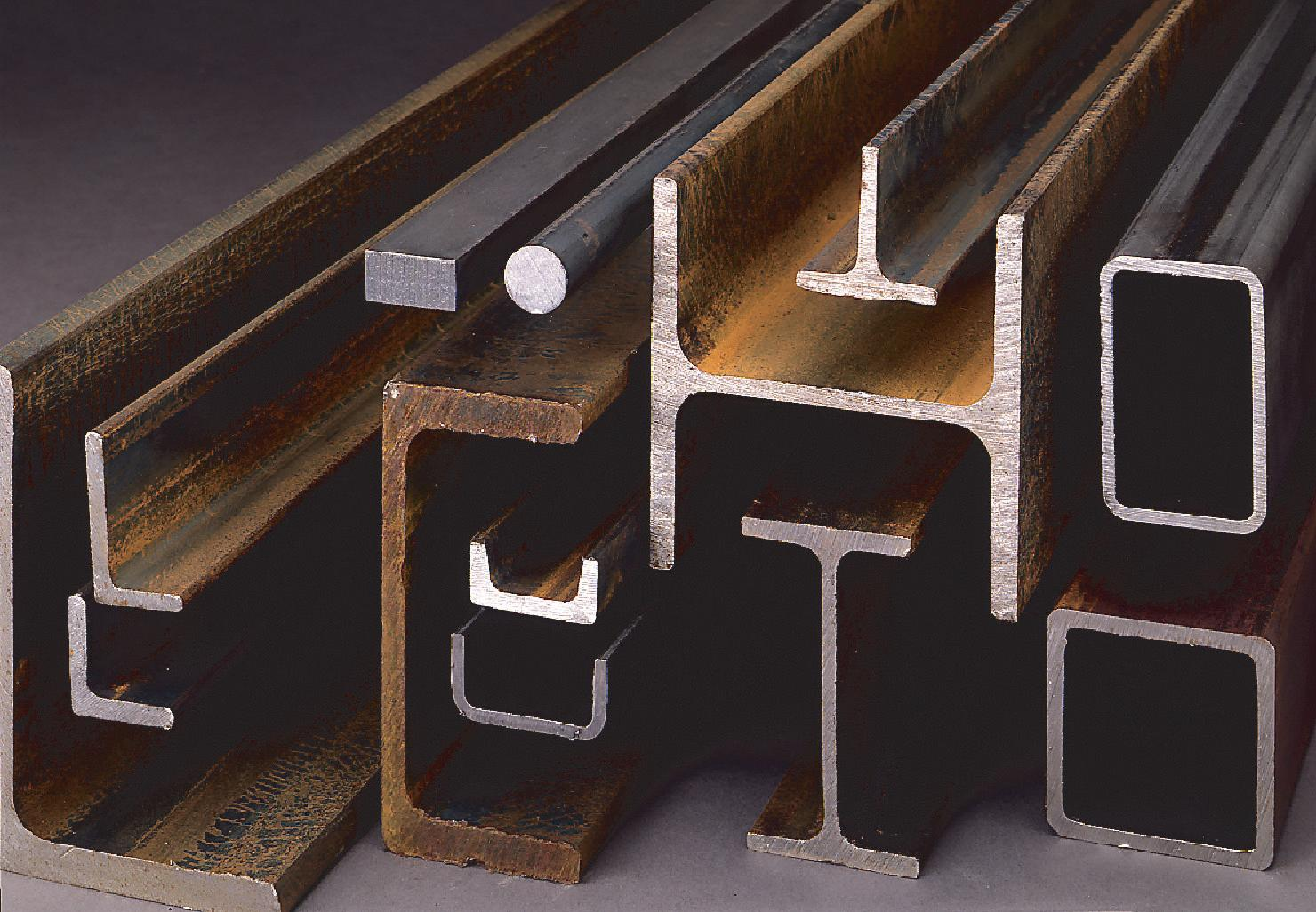
Různé ocelové profily

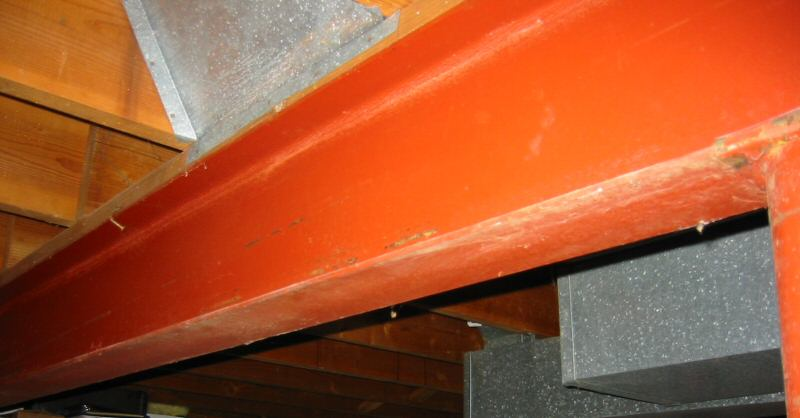
Nosník profilu použitý jako stropnice v domě

Oceli se dodávají v mnohých tvarech, nejběžnější jsou celosvětově popsány v příslušných normách. Kromě běžně vyráběných válcovaných průřezů se mohou objevit i svařované atypické průřezy. Staticky nejvýhodnější jsou pro ohyb průřezy I či H, pro kroucení jsou výhodnější uzavřené průřezy (trubky, jekly). Tvary definuje např. ČSN EN 10079.
Válcované profily zahrnují (tučně vyznačené profily užívané běžně v Česku):
- I profil – I (IPN), IPE
- U profil – U (UPN), UPE
- H profil – HE: HEA, HEB, HEM; HL, HD
- L profil – L
- T profil – T
- C profil – C
- Z profil – Z (pro lehké obvodové pláště)
- kolejnice (širokopatní, tramvajové…)
- válcované trubky či jekly
- tyče
- plechy a pásovina

## Normy a standardy
Pro zatřídění ocelí podle materiálových vlastností se používají v Česku i v Evropě normy EN. Norma (ČSN) EN 10025 definuje základní třídy ocelí: S235, S275, S355, S420 a S460, číslo označuje smluvní pevnost v kluzu (MPa). K základnímu označení doplňují písmena další vlastnosti ocelí:
- Rázová houževnatost – J: 27 J, K: 40 J, L: 60 J; zkušební teplota: R: 20 °C, 0: 0 °C, 2: –20 °C
  - Typické třídy: JO, J2
- N: žíhané oceli, M: termomechanicky zpracované, Q: kalené, QA: precipitačně zpevněné[3]
- L: oceli do nízkých teplot, W: patinující oceli

## Fotogalerie

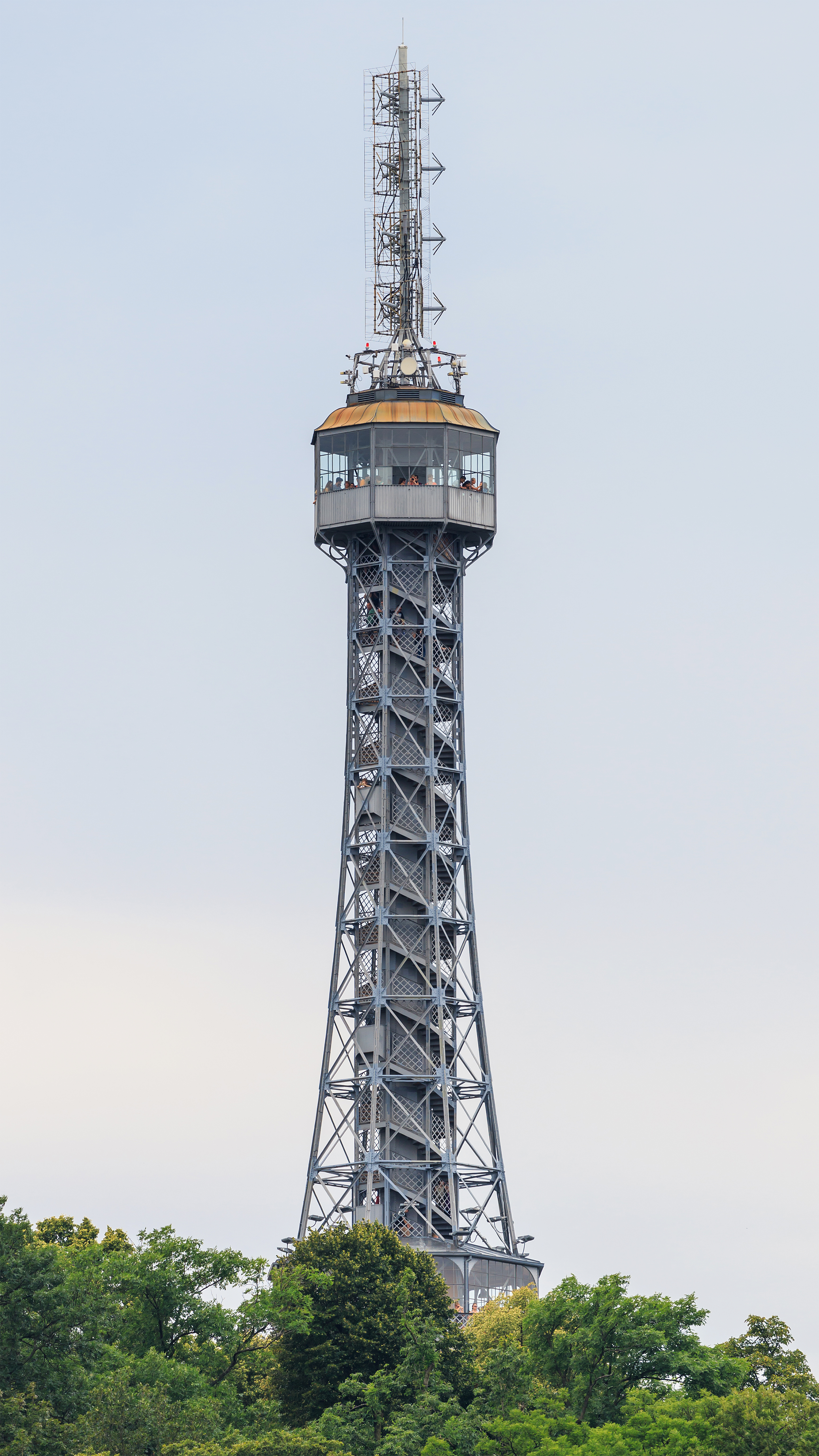
Petřínská rozhledna
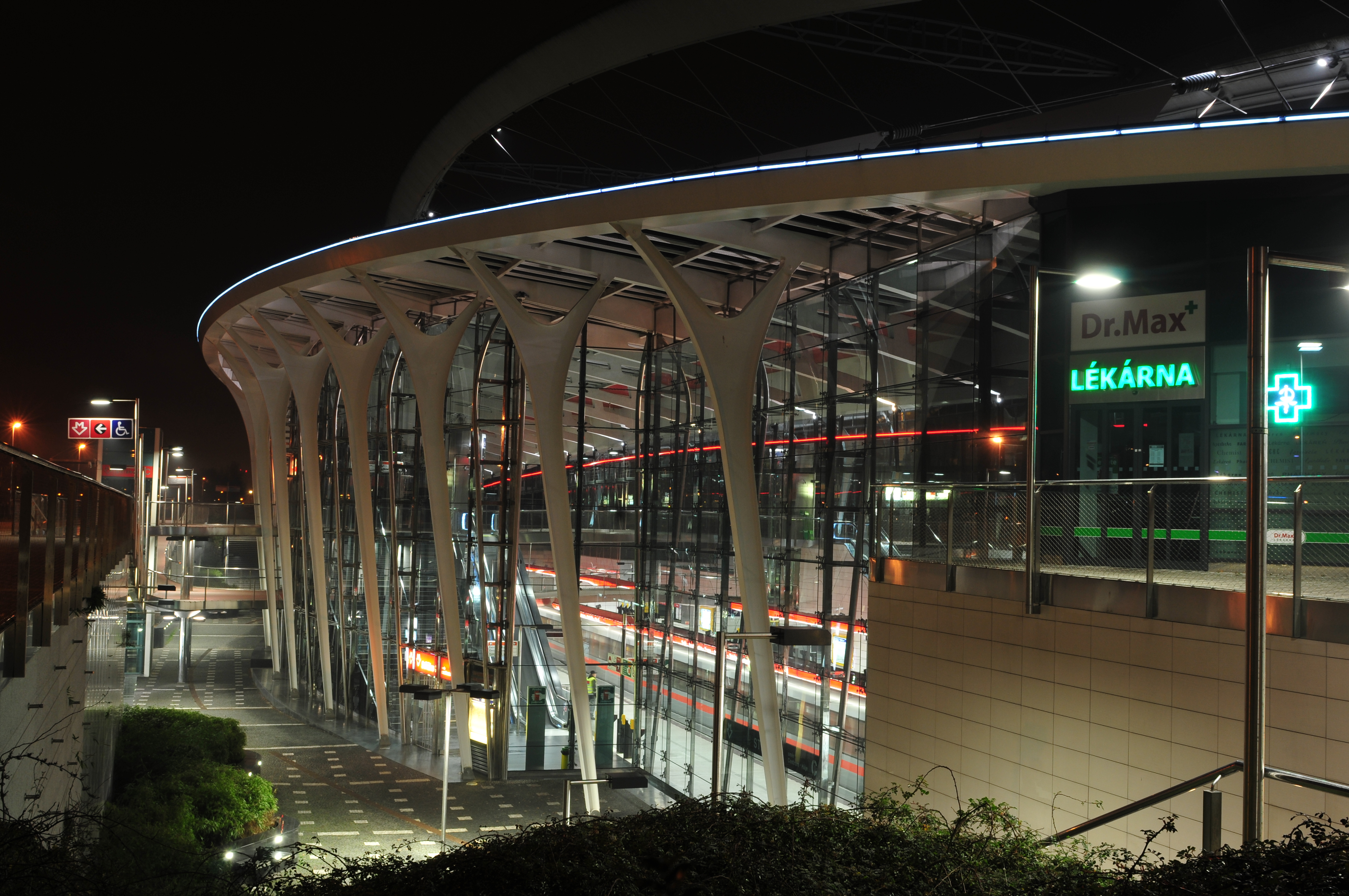
Stanice metra Střížkov
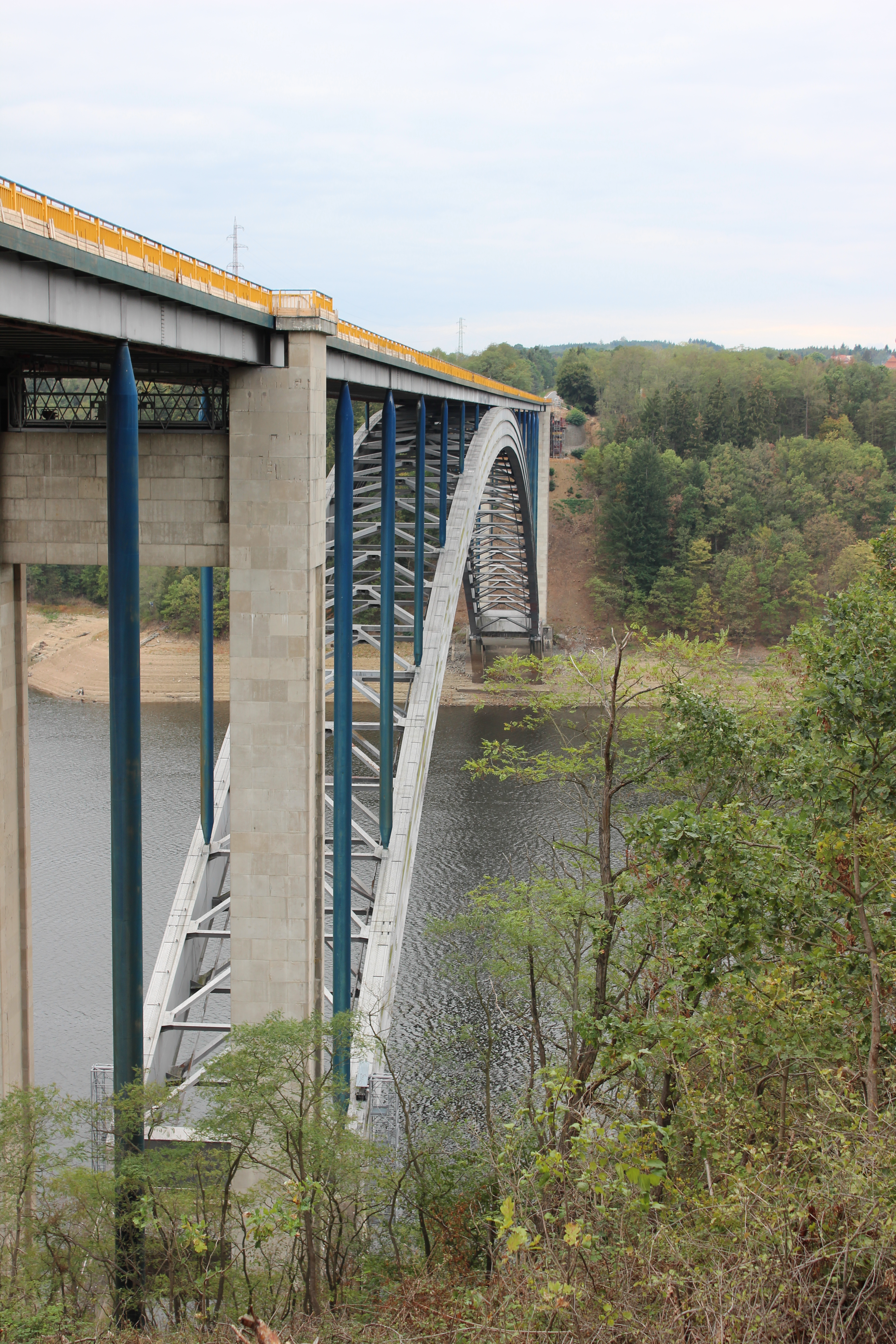
Žďákovský most
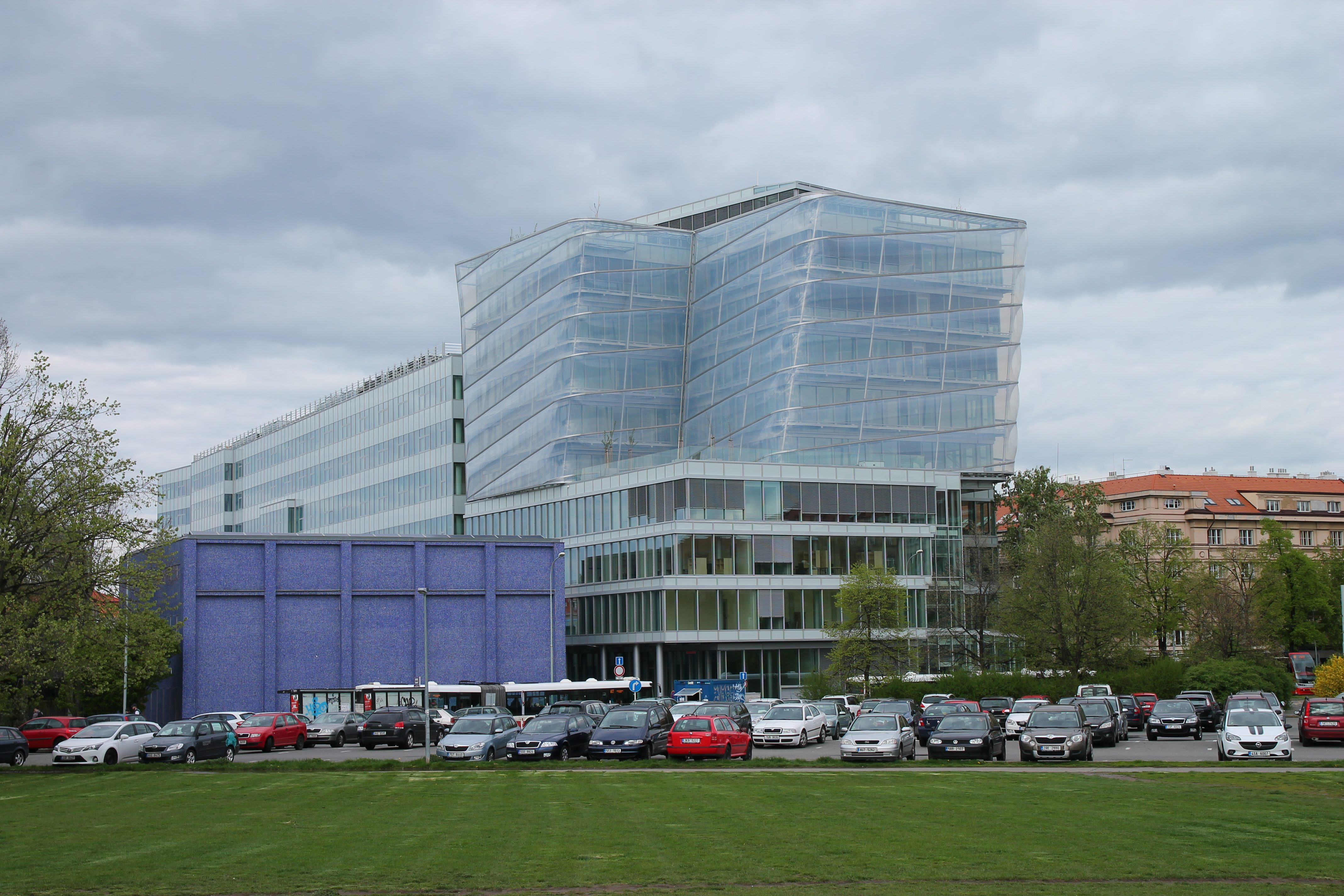
Český institut informatiky, robotiky a kybernetiky
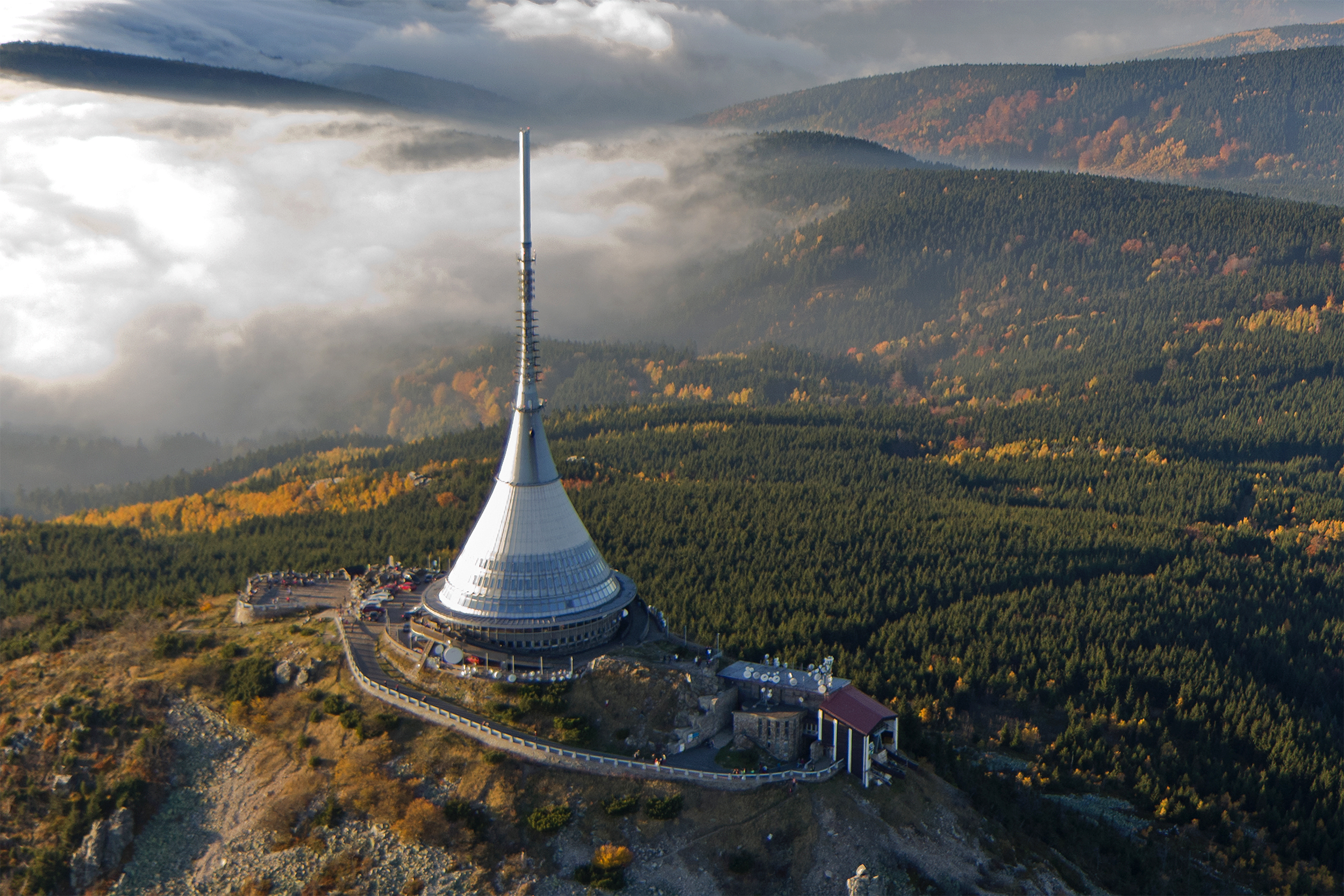
Hotel a vysílač na Ještědu